# Core-Satellite-Strategie
Als Core-Satellite-Strategie (auch Core-Satellite-Ansatz, englisch: core – Kern) bezeichnet man im Portfoliomanagement die Aufteilung eines Portfolios auf eine breit diversifizierte Kerninvestition („Core“), die eine Grundrendite mit ausreichender Sicherheit bieten soll, und mehrere Einzelinvestitionen („Satellite“) mit höherem Risiko und Renditepotenzial, die zur Renditesteigerung angehängt werden.
Die Satelliteninvestments stellen jeweils nur einen geringen Anteil am Gesamtportfolio dar. Sie sind meist aktiv gemanagte Teilportfolios, welche ausgewählte Bereiche abdecken. Sie sollen überdurchschnittliche Renditebeiträge liefern und aufgrund geringer Korrelationen mit dem Core-Investment diversifizierend wirken.
Für die Anreicherung bzw. Diversifizierung des Kernportfolios eignen sich zum Beispiel Satelliteninvestments nach geographischen Regionen, Assetklassen oder Managementstilen und Managementstrategien.

## Der Core-Satellite-Ansatz als Erweiterung der Portfoliotheorie
Die rendite- und risikoadäquate Strukturierung von Kapitalanlageportfolios ist eine Kernaufgabe in der Vermögensverwaltung, zu deren Bewältigung die Moderne Portfoliotheorie (MPT) nach Harry Markowitz vielfach eingesetzt wird. Aus deren Anwendung resultieren jedoch häufig zu einseitig strukturierte Portfolios. Mit dem Core-Satellite-Ansatz als Weiterentwicklung der MPT ist es möglich, strategische Beteiligungen, regulatorische Restriktionen oder auch individuelle Bedürfnisse privater Investoren in die Optimierung der Kapitalanlagestrategie zu integrieren.